# Медичи, Пьерфранческо Старший
Пьерфранче́ско Ме́дичи (итал. Pierfrancesco de’ Medici), он же Пьерфранче́ско, сын Лоре́нцо Ме́дичи (итал. Pierfrancesco di Lorenzo de' Medici), или Пьерфранче́ско Ста́рший (итал. Pierfrancesco il Vecchio; 1415 или 1430, Флоренция, Флорентийская республика — 19 июля (или 28 марта) 1476, там же) — банкир и политик из рода Медичи. Занимал должности главы приората гильдий (1459) и смотрителя монетного двора Флорентийской республики (1465). Участник заговора Питти.

## Происхождение
Родился во Флоренции в 1415 году (в некоторых источниках указан 1430 год) в семье банкира Лоренцо Старшего и Джиневры Кавальканти. По отцовской линии приходился внуком банкиру и политику Джованни Медичи и Пиккарде Буери. По материнской линии был внуком флорентийского политика Джованни Кавальканти и Костанцы Маласпины. По отцовской линии он также приходился племянником Козимо Старшему и был двоюродным братом Джованни Медичи и Пьеро Подагрика.

## Биография
После смерти отца в сентябре 1440 года, попал под опеку Козимо Старшего до совершеннолетия. Заботам последнего было поручено и его наследство, включавшее имения Каффаджоло и Треббьо в Муджелло. Пьерфранческо предпочитал жить в сельской местности, особенно в имении Треббьо, где его любимым видом отдыха была охота. Здесь он держал конную ферму; разводил лошадей и собак.
Как и другие члены семьи Медичи, Пьерфранческо занимался банковским делом. В 1455 году, вместе с Козимо Старшим, Пьеро Подагриком, Джероццо Пильи и Аньоло Тани, основал филиал банка Медичи в Брюгге. Участвовал в политической жизни Флоренции. В 1458 году в составе дипломатической миссии Флорентийской республики присутствовал на интронизации римского папы Пия II. В 1459 году был избран главой приората гильдий. В 1460 году стал одним из восьми гвардейцев и бальи Флоренции. В 1465 году был назначен смотрителем монетного двора Флорентийской республики и направлен посланником в Мантуанское маркграфство.
После смерти Козимо Старшего в 1464 году, главой банка Медичи стал Пьеро Подагрик, что вызвало возражения со стороны Пьерфранческо. В 1466 году он даже принял участие в провалившемся заговоре Питти, но был помилован двоюродным братом, возвращён из изгнания и снова занял своё место в семейном деле. В 1469 году, во время пребывания в Риме, к нему обратились с просьбой сопроводить во Флоренцию Клариче Орсини, невесту племянника, Лоренцо Великолепного, но Пьерфранческо отказался по неизвестной причине.
Он скончался во Флоренции 19 июля (или 28 марта) 1476 года. Его несовершеннолетние сыновья были доверены опеке их старшего двоюродного брата Лоренцо Великолепного.

## Брак и потомство
В 1451 году Пьерфранческо Медичи сочетался браком с Лаудомией Аччайоли, дочерью флорентийского дипломата и политика Анджоло Аччайоли и Сарачины Джакомини-Тебальдуччи. В этом браке родились два сына — Лоренцо (1463—1503) и Джованни (1467—1498). Братья были известными флорентийскими политиками, которые, несмотря на благородное происхождение, являлись народными представителями и носили прозвище «пополанов», то есть простолюдинов. Оба состояли в браках и оставили потомство. Лоренцо Пополано в 1485 году сочетался браком с Семирамидой Аппиано (ум. 1523), дочерью Якопо III Аппиано, синьора Пьомбино. Джованни Пополано в 1497 году сочетался браком с Катериной Сфорца (1463—1509), внебрачной дочерью Галеаццо Марии Сфорца, герцога Милана.

## В культуре
Известно несколько изображений Пьерфранческо Старшего. Посмертный портрет работы Франческо Морандини по прозванию Поппи, написанный в 1586 году, хранится в собраниях галереи Уффици во Флоренции. Там же находится картина 1496 года «Поклонение волхвов» Филиппино Липпи с помощниками, некогда украшавшая алтарь; на ней Пьерфранческо Медичи изображён в качестве одного из волхвов.